# 1936 en science
| Années de la science : 1933 - 1934 - 1935 - 1936 - 1937 - 1938 - 1939    |
| Décennies de la science : 1900 - 1910 - 1920 - 1930 - 1940 - 1950 - 1960 |

## Événements
- 4 février : le radium E est le premier élément radioactif obtenu par synthèse[1].
- 29 mars : la sismologue danoise Inge Lehmann écrit une lettre à un collègue dans laquelle elle affirme que les ondes sismiques - en particulier les ondes P - enregistrées à partir de tremblements de terre lointains présentent des caractéristiques anormales[2]. Elle publie son étude dans l'année dans un article intitulé « P' », qui démontre l'existence d'une graine solide dans le noyau terrestre[3].

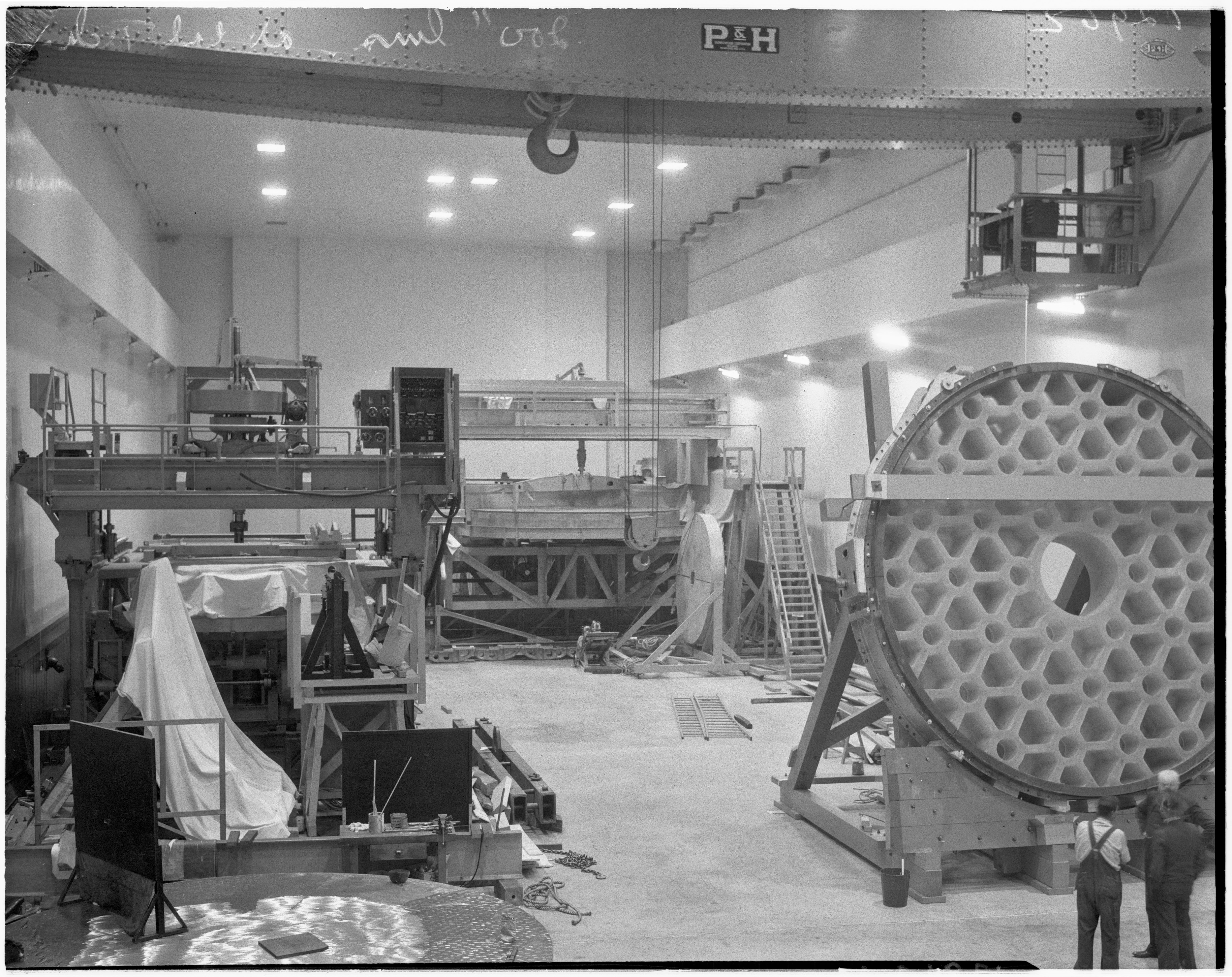
Le miroir de 20 tonnes et 200 pouces du futur télescope Hale après son arrivée à Pasadena, en Californie, après un voyage en train à travers le pays depuis Corning, (État de New York).

- 10 avril : début du polissage du miroir de 510 cm du télescope du CalTech au Mont Palomar par Corning[4].
- 15 avril : le  mathématicien américain Alonzo Church soumet au Journal of Symbolic Logic un article intitulé A note on the entscheidungsproblem[5].
- 22 avril : les chimistes américains Edward Calvin Kendall, Charles S. Myers et Harold L. Mason envoient un article au Journal of Biological Chemistry pour publier leur découverte de la cortisone lors de leurs recherches à la Mayo Clinic[6].
- 28 mai : le mathématicien britannique Alan Turing soumet pour publication à la London Mathematical Society son célèbre article « On Computable Numbers, with an Application to the Entscheidungsproblem »[7]. Il introduit le concept de machine automatique ou machine de Turing. Il est publié le 12 novembre[8].
- 15 août : le physicien américain Carl David Anderson et son assistant Seth Neddermeyer du Caltech publient un article dans la Physical Review sur leur observation des rayons cosmiques[9]. Ils y observent une nouvelle particule, aujourd'hui appelée muon[10].
- 28 octobre : le pape Pie XI reconstitue l'ancienne Académie des Lyncéens, qui lors de sa fondation à Rome en 1603 fut la première académie spécifiquement scientifique au monde, et lui donne son nom actuel d'Académie pontificale des sciences[11].
- 31 octobre : création du Jet Propulsion Laboratory' (« Laboratoire de recherche sur la propulsion par réaction »), un centre de recherche spatiale de la NASA géré par le California Institute of Technology, situé à Pasadena (Californie) aux États-Unis[12].
- 23 décembre : le chimiste allemand Gerhard Schrader, employé par la IG Farben, découvre le tabun, un composé organophosphoré toxique classé comme agent neurotoxique[13].
- Herbert McLean Evans et les biochimistes américains Gladys Emerson et Oliver Emerson réussissent à isoler la vitamine E à Berkeley[14].
- Pierre Castan (en) en Suisse et Sylvan O. Greenlee aux États-Unis (en 1939) réussissent indépendamment la première synthèse d'une résine époxy à base de bisphénol A[15].

## Publications
- Edwin Hubble : The Realm of the Nebulae. Il classe les galaxies d'après leur aspect.
- John Maynard Keynes : Théorie générale de l'emploi, de l'intérêt et de la monnaie.
- Karl Popper : The Poverty of Historicism, 1936 (conférence à Bruxelles, 1944/45 comme articles dans la revue Econometrica, 1957 comme livre),  (ISBN 978-0-415-06569-6) (Misère de l'historicisme)

## Prix
- 10 décembre : Prix Nobel
  - Physique : Carl David Anderson, Victor Franz Hess
  - Chimie : Petrus Josephus Wilhelmus Debye (néerlandais)
  - Physiologie ou médecine : Sir Henry Hallett Dale (Britannique), Otto Loewi (Allemand)
- Médailles de la Royal Society
  - Médaille Copley : Arthur John Evans
  - Médaille Darwin : Edgar Johnson Allen
  - Médaille Davy : William Arthur Bone
  - Médaille Hughes : Walter H. Schottky
  - Médaille royale : Edwin Stephen Goodrich, Ralph Howard Fowler
  - Médaille Rumford : Ernest George Coker
- Prix Jules-Janssen (astronomie) : Georges Lemaître
- Médaille Bruce (Astronomie) : Armin Otto Leuschner
- Médaille Fields : Lars Ahlfors (finlandais), Jesse Douglas (américain)
- Médaille Linnéenne : John Stanley Gardiner
- Prix Fourneyron (mécanique) : André Tenot
- Prix Montyon (mécanique) : Louis Bergeron
- Prix Henri de Parville : Henri Poncin

## Naissances

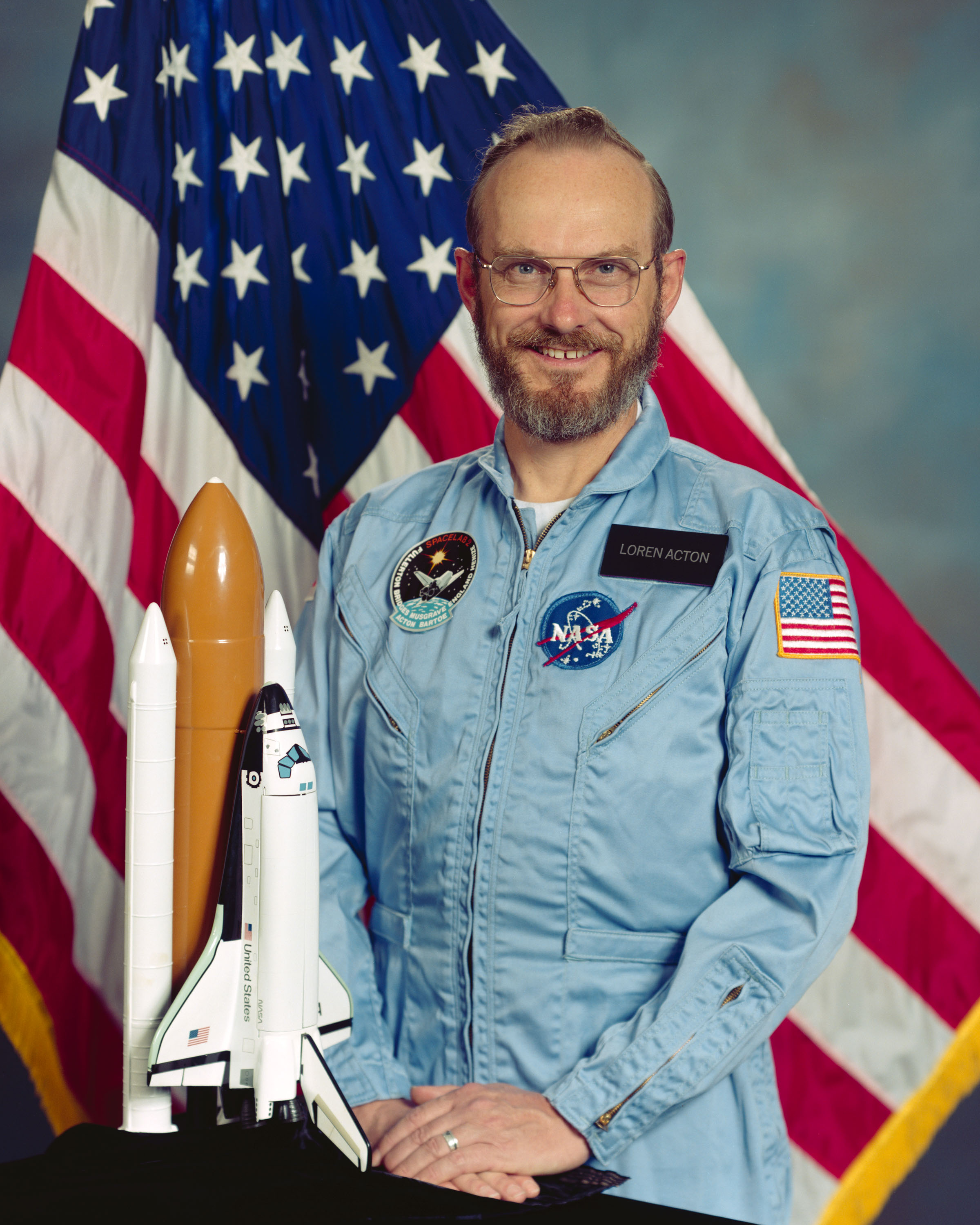
Loren W. Acton

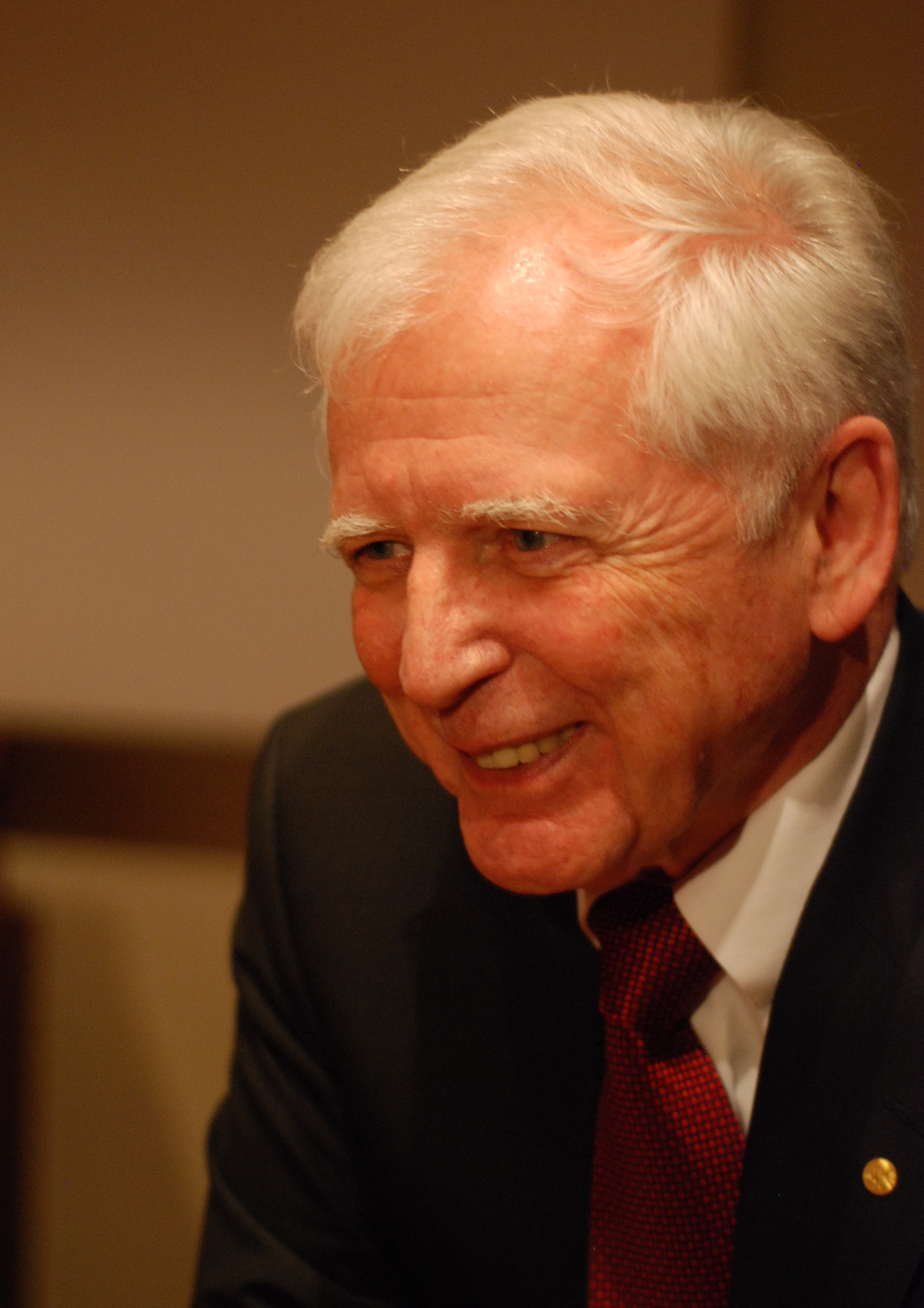
Harald zur Hausen

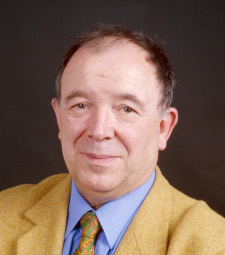
Jean-Pierre Changeux

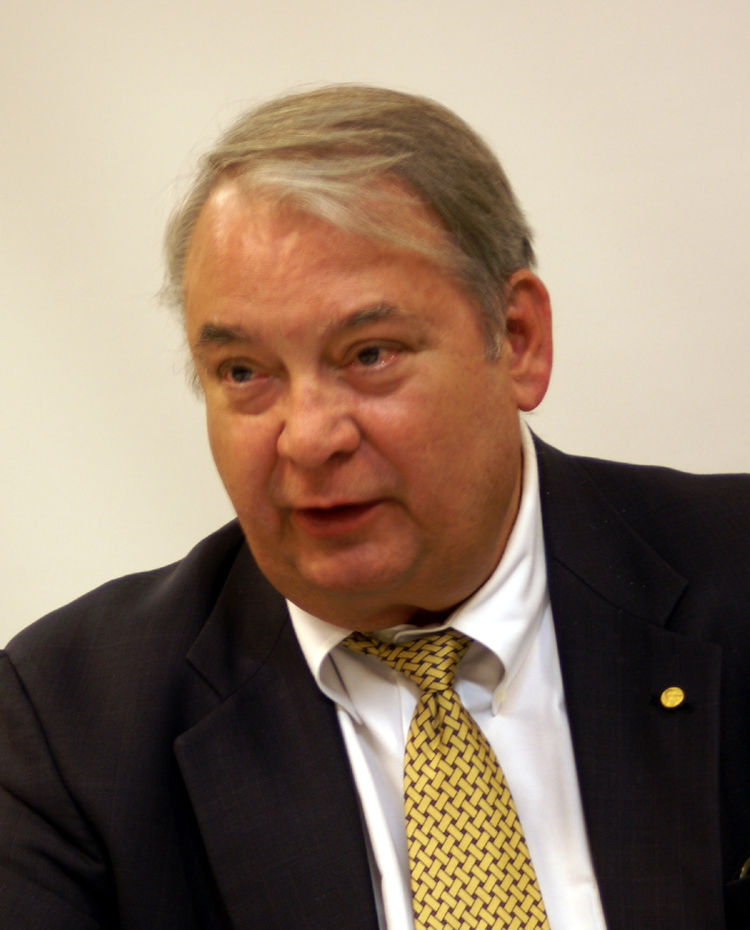
Ferid Murad

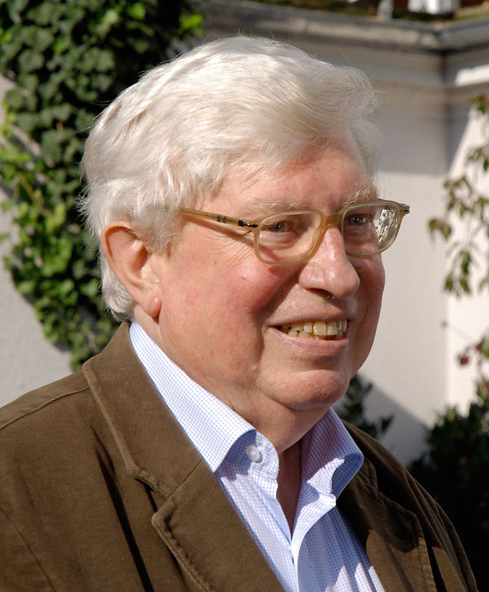
Gerhard Ertl

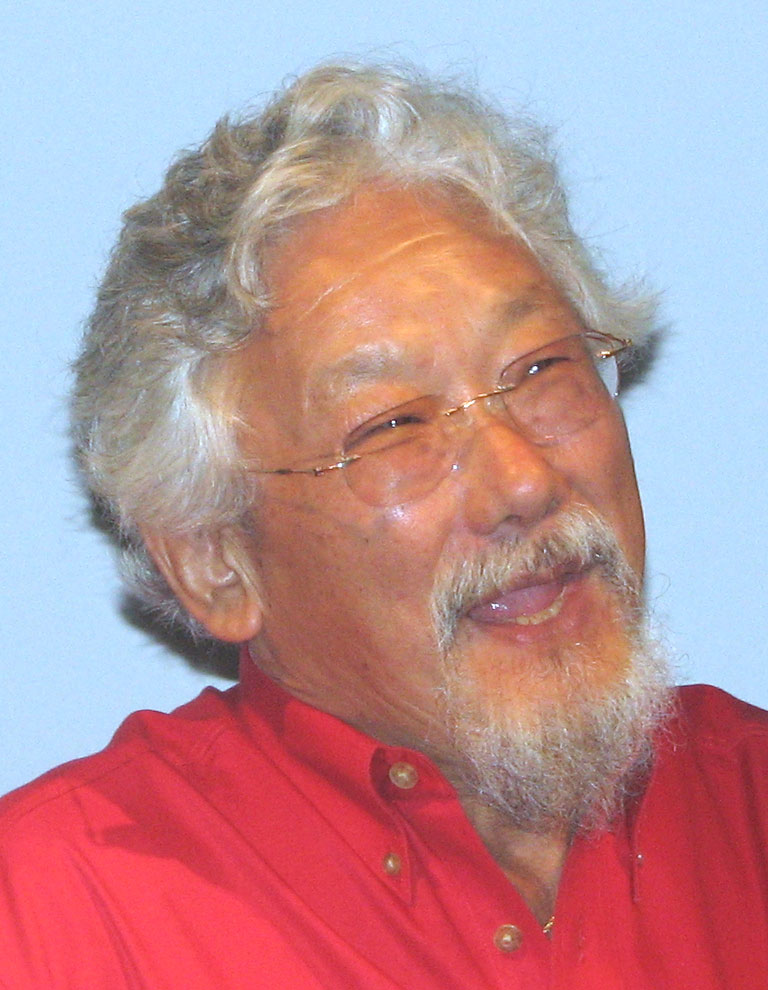
David Suzuki

- 1er janvier : Claude Hagège, linguiste français.
- 4 janvier : Shmuel Winograd, informaticien théorique et mathématicien américain.
- 5 janvier : Yves Sillard, ingénieur français.
- 10 janvier : Robert Woodrow Wilson, physicien américain, prix Nobel de physique en 1978.
- 20 janvier : Edward Feigenbaum, informaticien américain.
- 22 janvier : Alan Heeger, chimiste américain, prix Nobel de chimie en 2000.
- 23 janvier : Edward C. Stone (mort en 2024), physicien américain.
- 27 janvier : Samuel Ting, physicien américain d'origine chinoise, prix Nobel de physique en 1976.
- 30 janvier : André Truong Trong Thi (mort en 2005), ingénieur français.
- 2 février : Théophile Obenga, égyptologue, linguiste et historien d'origine congolaise.
- 9 février : Štefan Znám (mort en 1993), mathématicien slovaque.
- 10 février : Abraham Lempel (mort en 2023), informaticien israélien.
- 14 février : Émile Papiernik (mort en 2009), médecin français, spécialiste de l'obstétrique.
- 16 février : Claude Poher, ingénieur français.
- 18 février : Ian Hacking, philosophe des sciences canadien (mort en 2023).
- 22 février : J. Michael Bishop, immunologiste et microbiologiste américain, prix Nobel de physiologie ou médecine en 1989.
- 24 février : René Pellat (mort en 2003), ingénieur français.
- 26 février : Margaret Lock, anthropologue québécoise.
- 29 février : Jack Lousma, astronaute américain.
- 2 mars : Claude Griscelli, médecin pédiatre et chercheur en immunologie français.
- 4 mars : Charles William Myers (mort en 2018), herpétologiste américain.
- 7 mars : Loren W. Acton, astronaute américain.
- 11 mars : 
  - Harald zur Hausen, médecin et virologue allemand, prix Nobel de physiologie ou médecine en 2008.
  - André Roch Lecours (mort en 2005), médecin et chercheur québécois.
- 16 mars : Raymond Vahan Damadian, scientifique américain.
- 17 mars :
  - Ken Mattingly, astronaute américain.
  - François Rothen, physicien, universitaire et écrivain suisse.
- 20 mars : Evelyn Fox Keller, physicienne et écrivaine américaine féministe.
- 24 mars : David Suzuki, généticien canadien.
- 26 mars : Michel Chrétien, professeur et scientifique spécialiste en neuroendocrinologie.
- 1er avril : Abdul Qadeer Khan (mort en 2021), physicien pakistanais.
- 5 avril : Roshdi Rashed, mathématicien, philosophe et historien des sciences égyptien.
- 6 avril : Jean-Pierre Changeux, biologiste français.
- 21 avril : Philippe Lazar, statisticien et haut fonctionnaire français.
- 5 mai : Claude Got (mort en 2023), anatomiste français.
- 16 mai : Dag Prawitz, mathématicien, philosophe et logicien suédois.
- 21 mai : Günter Blobel, biologiste allemand, prix Nobel de physiologie ou médecine en 1999.
- 22 mai : 
  - George Harry Heilmeier, ingénieur et homme d'affaires américain. Il est l'un des inventeurs de l'affichage à cristaux liquides.
  - Robert Marty, mathématicien et sémioticien français.
- 23 mai : John Mackintosh Howie (mort en 2011), mathématicien écossais.
- 26 mai : Marie Rouanet, femme de lettres, ethnologue, auteur et compositeur française.
- 2 juin : Philip Eaton, chimiste américain.
- 8 juin :
  - Robert Floyd (mort en 2001), informaticien américain.
  - David Burton Wake (mort en 2021), herpétologiste américain.
  - Kenneth Geddes Wilson, physicien américain, prix Nobel de physique en 1982.
- 9 juin :
  - Filippo Coarelli, universitaire et archéologue italien.
  - George Radda (mort en 2024), chimiste hongrois-britannique.
- 15 juin : Wes Jackson, biologiste américain.
- 24 juin : Gio Wiederhold (mort en 2022), informaticien américain.
- 25 juin : Bert Hölldobler, entomologiste allemand spécialiste des fourmis.
- 28 juin : Leon Chua, professeur en génie électrique et informatique américain originaire des Philippines.
- 5 juillet : Richard Stearns, informaticien américain.
- 14 juillet : Robert F. Overmyer (mort en 1996), astronaute américain.
- 1er août : William Donald Hamilton (mort en 2000), biologiste britannique.
- 6 août : G. William Domhoff, psychologue, sociologue et essayiste américain.
- 14 août : Enrique Nalda (mort en 2010), archéologue mésoaméricaniste d'origine espagnole.
- 20 août : Hideki Shirakawa, chimiste japonais, prix Nobel de chimie en 2000.
- 24 août : Dolores Richard Spikes (morte en 2015), mathématicienne américaine.
- 30 août : Jacques Glowinski, neurobiologiste français.
- 2 septembre : 
  - Peter Fishburn, (mort en 2021), mathématicien et ingénieur américain, pionnier dans le domaine des processus décisionnels.
  - Andrew Grove, ingénieur et docteur en chimie, chef d'entreprise américain d'origine hongroise, cofondateur de la société Intel.
- 7 septembre : Nick Herbert, physicien américain.
- 14 septembre : Ferid Murad (mort en 2023), biologiste et pharmacologiste américain d'origine albanaise, prix Nobel de physiologie ou médecine en 1998.
- 15 septembre : Albert Bregman, psychologue et professeur québécois.
- 17 septembre : Phil Gold, médecin anglo-québécois.
- 22 septembre : Lucien Laubier (mort en 2008), océanographe et universitaire français.
- 23 septembre : Richard Schodde, botaniste et ornithologue australien.
- 24 septembre : Alexandre Rasnitsyne, paléoentomologiste russe.
- 25 septembre : Bernard Decomps, scientifique français.
- 27 septembre : Jean Marc Ela (mort en 2008), enseignant, sociologue, anthropologue et théologien camerounais.
- 30 septembre : Dieter Sturhan, zoologiste allemand.
- 2 octobre : Romuald Schild, archéologue polonais.
- 4 octobre : Christopher Alexander, anthropologue et architecte anglais d'origine autrichienne.
- 9 octobre : Jean Seignalet (mort en 2003), chirurgien français.
- 10 octobre :
  - Gerhard Ertl, physicien allemand, prix Nobel de chimie en 2007.
  - Alekseï Olovnikov, biologiste russe.
- 11 octobre : C. Gordon Fullerton, astronaute américain.
- 17 octobre : Hiroo Kanamori, sismologue japonais.
- 8 novembre : Edward Gibson, astronaute américain.
- 15 novembre : Grigori Tseitin (mort en 2022), mathématicien et informaticien russe.
- 19 novembre : Yuan Tseh Lee, chimiste taïwanais, prix Nobel de chimie en 1986.
- 20 novembre : 
  - Roger Naslain, chimiste français.
  - Rohit Parikh, mathématicien, logicien et philosophe américain.
- 21 novembre : Victor Chang (mort en 1991), chirurgien australien.
- 25 novembre : Ion Văduva, mathématicien et informaticien roumain.
- 27 novembre : Glynn Lunney (mort en 2021), ingénieur de la NASA.
- 30 novembre : Eric Walter Elst, astronome belge.
- 2 décembre : Peter Duesberg, biologiste moléculaire d'origine allemande.
- 6 décembre : Vladimir Vapnik, mathématicien et informaticien russe.
- 14 décembre : Robert A. Parker, astronaute américain.
- 24 décembre : Jean Guilaine, archéologue français.
- Dieter Arnold, égyptologue et archéologue allemand.
- Robert Aymar (mort en 2024), physicien français.
- Yong Tian Chang, botaniste chinois.
- Liang Fei (mort en 2022), herpétologiste chinois.
- Jean-René Jannot, universitaire français spécialiste de l'archéologie et des Étrusques.
- Jean-Claude Polack, psychiatre et psychanalyste français.
- François Roddier, physicien et astronome français.
- Peter Wellnhofer, paléontologue allemand.

## Décès

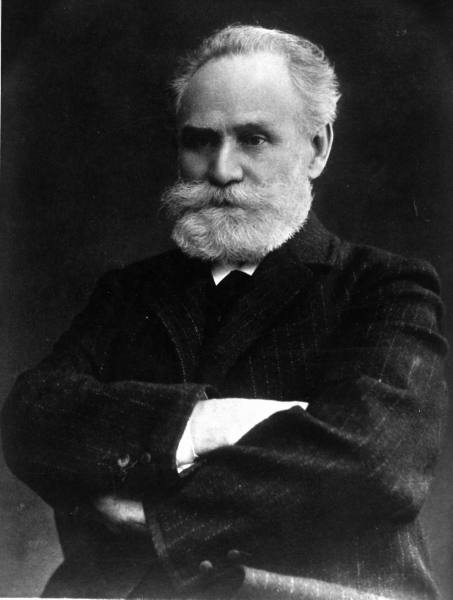
Ivan Pavlov

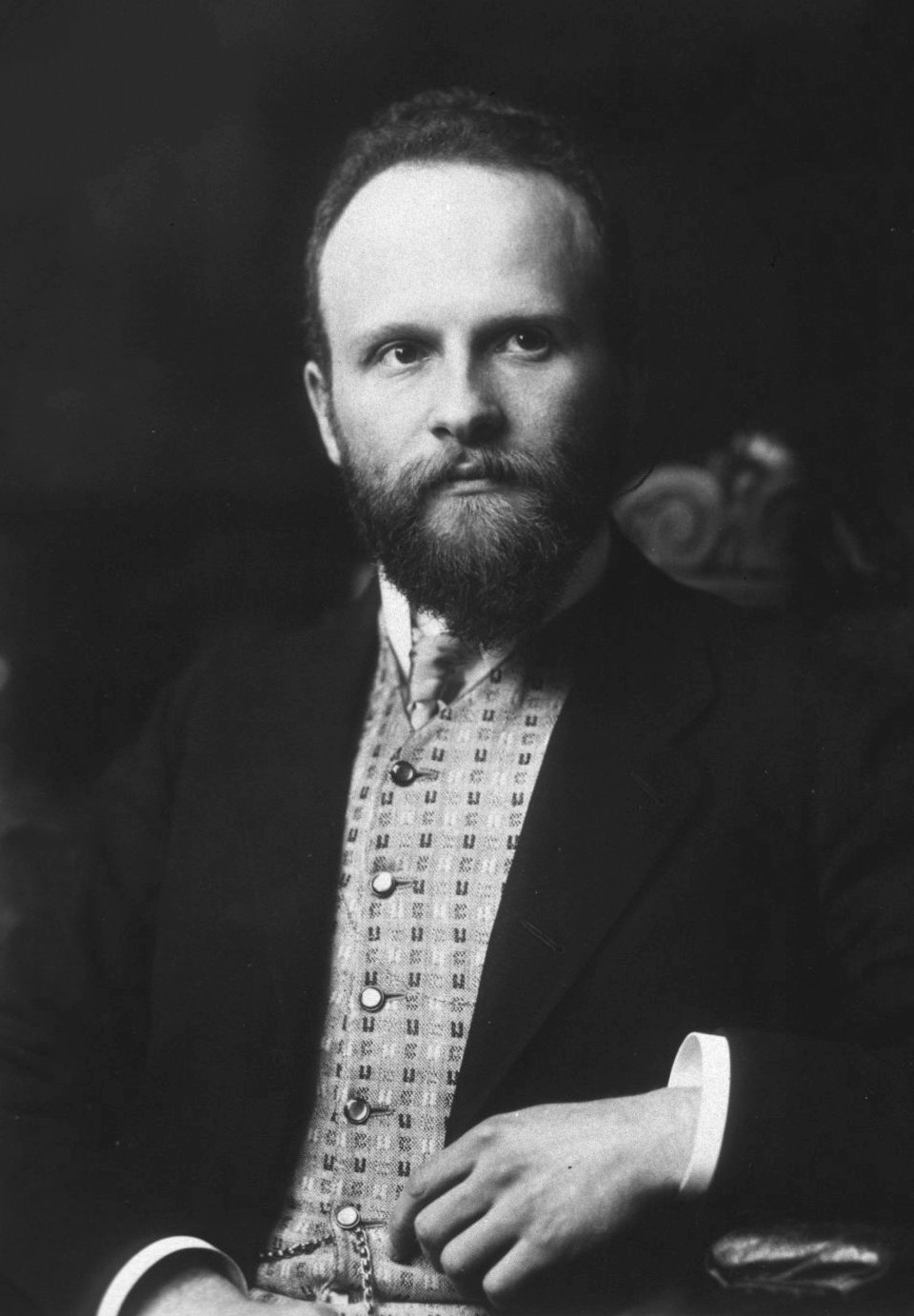
Robert Bárány

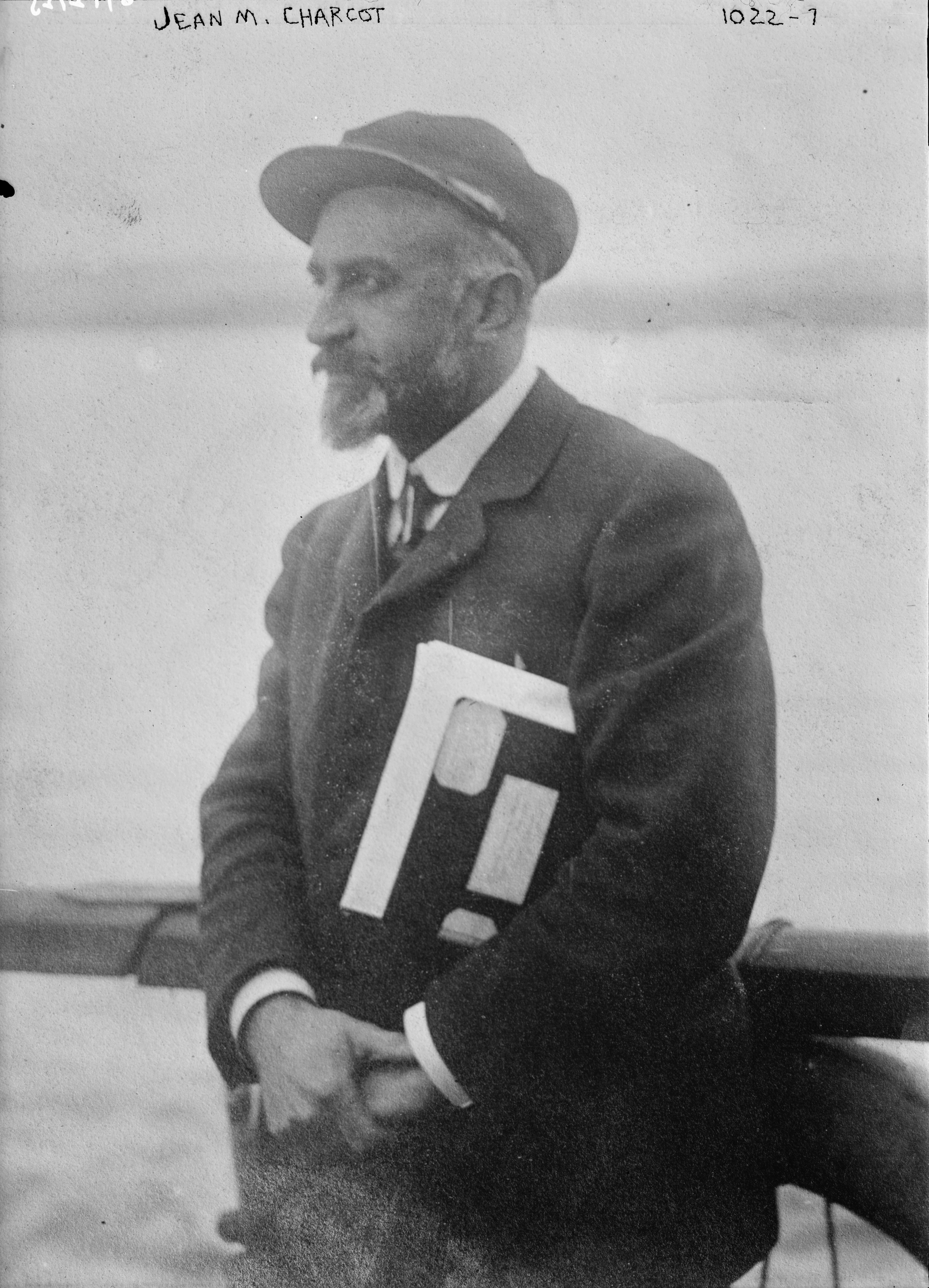
Jean-Baptiste Charcot

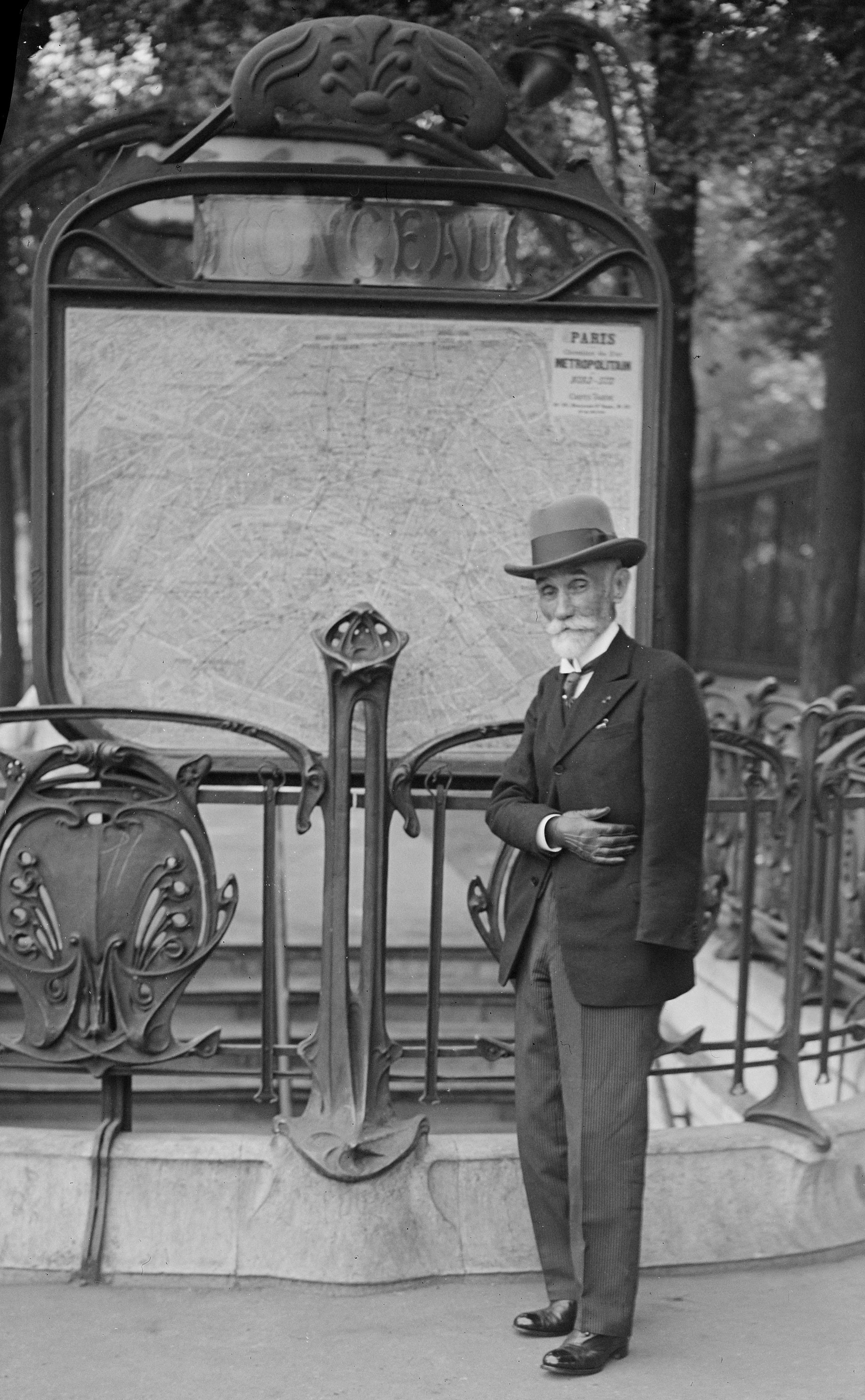
Fulgence Bienvenüe

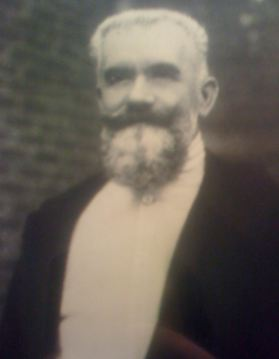
Léon Gernez

- 5 janvier : Romain Louis Moniez (né en 1852), médecin et zoologiste français.
- 7 janvier : Kálmán Lambrecht (né en 1889), paléontologue hongrois.
- 15 janvier : Andrew Francis Dixon (né en 1868), anatomiste britannique.
- 22 janvier : Georg von Grimpe (né en 1889), zoologiste allemand.
- 4 février : James Hartley Ashworth (né en 1874), zoologiste britannique.
- 11 février : Otto Schmiedeknecht (né en 1847), entomologiste allemand.
- 17 février : Otto Eugen Schulz (né en 1874), botaniste allemand.
- 20 février : Georges Vacher de Lapouge (né en 1854), anthropologue français.
- 27 février : Ivan Pavlov (né en 1849), physiologiste russe, prix Nobel de physiologie ou médecine en 1904.
- 28 février : Charles Nicolle (né en 1866), médecin et microbiologiste français.
- 1er mars
  - Arnold Netter (né en 1855), médecin et biologiste français.
  - Cornelis Rugier Willem Karel van Alderwerelt van Rosenburgh (né en 1863), botaniste néerlandais.
- 9 mars : Joachim Carvalho (né en 1869), médecin et mécène d'origine espagnole.
- 15 mars : John Scott Haldane (né en 1860), physiologiste irlandais.
- 23 mars : Ludwig Heinrich Philipp Döderlein (né en 1855), zoologiste et paléontologue allemand.
- 25 mars : Camillo Acqua (né en 1863), entomologiste italien.
- 28 mars : Archibald Edward Garrod (né en 1857), médecin britannique.
- 29 mars : Eugène Marais (né en 1871), avocat, naturaliste, écrivain et poète sud-africain.
- 31 mars : Othmar Reiser (né en 1861), ornithologue autrichien.
- 2 avril :
  - William Louis Abbott (né en 1860), naturaliste et collectionneur américain.
- 7 avril : Rudolf Heberdey (né en 1863), archéologue autrichien.
- 8 avril : Robert Bárány (né en 1876), médecin autrichien, prix Nobel de physiologie ou médecine en 1914.
- 9 avril : Maurice Hamy (né en 1861), astronome français.
- 16 avril : Wilhelm Friedrich Kohlrausch (né en 1855), physicien allemand.
- 10 mai : Vladimir Bogoraz (né en 1865), anthropologue russe.
- 12 mai : Louis-Camille Maillard (né en 1878), chimiste français.
- 9 juin : Léon Henri-Martin (né en 1864), médecin et préhistorien français.
- 10 juin : Arthur Henry Shakespeare Lucas (né en 1853), naturaliste australien d’origine britannique.
- 15 juin : Eugène Lagrange (né en 1855), géologue et physicien belge.
- 26 juin : Hans Jacob Hansen (né en 1855), zoologiste danois.
- 27 juin : Rémy Perrier (né en 1861), zoologiste français.
- 11 juillet : Frédéric Wallerant (né en 1858), minéralogiste et cristallographe français.
- 15 juillet : Richard Dixon Oldham (né en 1858), sismologue britannique.
- 25 juillet : Henry Wellcome (né en 1853), industriel en pharmacie britannique à l'origine du Wellcome Trust.
- 2 août : Louis Blériot (né en 1872), pionnier de l'aviation français.
- 3 août :
  - Fulgence Bienvenüe (né en 1852), ingénieur français, père du métro de Paris.
  - Pietro Romualdo Pirotta (né en 1853), naturaliste italien.
- 13 septembre : Juan Hartmann (né en 1877), astronome argentin d'origine allemande.
- 15 septembre : Amédée Borrel (né en 1867), médecin et biologiste français.
- 16 septembre : Jean-Baptiste Charcot (né en 1867), explorateur français, au cours du naufrage du navire océanographique le Pourquoi-Pas ? au large de l’Islande.
- 17 septembre : Henry Le Chatelier (né en 1850), chimiste français.
- 21 septembre : Antoine Meillet (né en 1866), linguiste français.
- 2 octobre : Hans Ferdinand Emil Julius Stichel (né en 1862), biologiste allemand.
- 3 octobre : William Arthur Parks (né en 1868), géologue et un paléontologue canadien.
- 7 octobre : Arturo Issel (né en 1878), géologue, paléontologue et malacologiste italien.
- 15 octobre : George Francis Hampson (né en 1860), entomologiste britannique.
- 17 octobre : Giuseppe Sergi (né en 1841), anthropologue italien.
- 20 octobre : William Johnson Sollas (né en 1849), géologue et paléontologue britannique.
- 27 octobre : Thomas Edward Penard (né en 1878), ingénieur électricien et ornithologue américain.
- 2 novembre : Thomas Lowry (né en 1874), chimiste anglais.
- 3 novembre : Joseph Whitaker (né en 1850), ornithologue, archéologue et sportif anglo-sicilien.
- 16 novembre : Victor Pauchet (né en 1869), chirurgien français.
- 17 novembre : Julien Noël Costantin (né en 1857), botaniste et mycologue français.
- 5 décembre : Oscar Wisting (né en 1871), explorateur polaire norvégien.
- 7 décembre : Jean Mermoz (né en 1901), aviateur français.
- 9 décembre : Juan de La Cierva (né en 1895), ingénieur espagnol, inventeur de l’autogire.
- 14 décembre : Louis Bureau (né en 1847), médecin et zoologiste français.
- 18 décembre : 
  - Andrija Mohorovičić (né en 1857), météorologue et sismologue croate.
  - Leonardo Torres Quevedo (né en 1852), mathématicien, physicien et inventeur espagnol.
- 19 décembre : Theodor Wiegand (né en 1864), archéologue allemand.
- 20 décembre : Ferdinand Karsch (né en 1853), entomologiste et anthropologue allemand.
- 24 décembre : Dragutin Gorjanović-Kramberger (né en 1856), géologue, archéologue, préhistorien et paléontologue croate.